# فروریختن ساختمان آپارتمانی سرفساید
فروریختن ساختمان آپارتمانی سِرفْساید (انگلیسی: Surfside condominium building collapse) حدود ساعت ۱:۳۰ بامداد به وقت محلی روز ۲۴ ژوئن ۲۰۲۱ رخ داد و بخشی از برج‌های چمپلین جنوبی، یک ساختمان آپارتمانی ۱۲ طبقه، در ناحیه سرفساید در حومه میامی، ایالت فلوریدا ایالات متحده آمریکا فروریخت. بر اثر این حادثه دست کم ۹۸ تن کشته‌شدند. چهار نفر از زیر آوار نجات یافتند، اما یک نفر پس از رسیدن به بیمارستان بر اثر جراحات جان خود را از دست داد. یازده نفر دیگر مجروح شدند. تقریباً سی و پنج نفر در همان روز از بخش فروریخته ساختمان که ۱۰ روز بعد تخریب شد، نجات یافتند. عامل اصلی مورد بررسی، تخریب طولانی‌مدت تکیه‌گاه سازه‌ای بتن مسلح در گاراژ پارکینگ سطح-زیرزمین (به انگلیسی: basement-level) زیر واحدهای مسکونی، به دلیل نفوذ آب و خوردگی میل‌گِرد است. مشکلات درسال ۲۰۱۸ گزارش شده بود و در آوریل ۲۰۲۱ به عنوان «بسیار بدتر» ذکر شد. یک برنامه ۱۵ میلیون دلاری برای کارهای اصلاحی قبل از فروپاشی تصویب شده بود، اگرچه هیچ کار ساختاری اصلی انجام نشده بود. سایر عوامل احتمالی عبارتند از فرونشست زمین، میل‌گِرد ناکافی، و فساد در حین ساخت و ساز.
فروریختن سِرفساید با فروریختن تئاتر نیکرباکر به عنوان سومین مرگبارترین شکست مهندسی سازه در تاریخ ایالات متحده، پس از فروریختن پیاده‌روی‌هایت ریجنسی و فروریختن پمبرتون میل مرتبط است.

## تاریخچه
ساختمان مسکونی، برج‌های چمپلین جنوبی، در خیابان ۸۷۷۷ کالینز (جاده ایالت فلوریدا A1A) واقع شده‌است. در سال ۱۹۸۱ توسط گروهی از توسعه دهندگان، انجمن برج‌های چمپلین جنوبی، به رهبری توسعه دهنده املاک کانادایی ناتان ریبر ساخته شد. برج‌های چمپلین جنوبی بخشی از مجموعه ای است از سه ساختمان، یکی در همان زمان ساخته شده و برج‌های چمپلین جنوبی نامیده می‌شود، و دیگری در سال ۱۹۹۴ بین ساختمان‌های شمال و جنوب ساخته شده‌است و برج‌های چمپلین شرقی نامیده می‌شود. هر سه سازه L شکل با ۱۲ طبقه هستند، اما از سال ۲۰۲۱، ساختمان جنوبی با ۱۳۶ واحد بیشترین واحدها را در خود جای داده‌است از نظر اندازه از ۱۲۰۰ تا ۴۵۰۰ فوت مربع (۱۱۰ تا ۴۲۰ متر مربع) و از یک تا چهار اتاق خواب است. این ساختمان‌ها درست در شمال پارک ساحل شمالی سمت اقیانوس واقع شده‌است، که در محله ساحل شمالی ساحل میامی واقع شده‌است.